# Бакай (река)
Бакай (укр. Бакай) — левый приток реки Псёл, протекающий по Решетиловскому району Полтавской области Украины.

## География
Длина — 21 км (по другим данным — 26). Площадь водосборного бассейна — 185 км². Русло реки в среднем течении (пруд, южнее села Крахмальцы) находится на высоте 103,1 м над уровнем моря.
Река течёт в южном, затем в западном направлении, после в среднем и нижнем течении в юго-западном направлении. Река берет начало на болоте в селе Лиман Второй (Решетиловский район). Впадает в реку Псёл севернее села Каленики (Решетиловский район).
Долина глубокая (особенно в среднем течении). Русло слабоизвилистое. На реке создано несколько маленьких и один крупный пруд. В верхнем течении река летом пересыхает. В приустьевой части (южнее села Онищенки) река проходит (сливается не имея чёткого русла) по заболоченной пойме Псёла. На протяжении всей длины реки пойма очагами заболочена с тростниковой и луговой растительностью.
Крупных притоков нет.

## Населённые пункты
Населённые пункты на реке от истока к устью: Лиман Второй, Глушачи, Крахмальцы, Малый Бакай, Онищенки.